# Sylvie Belleville
 (avril 2025).
Sylvie Belleville née en 1959 est une neuropsychologue québécoise. Elle est professeure titulaire au Département de psychologie de l'Université de Montréal et chercheuse au Centre de recherche de l'Institut universitaire de gériatrie de Montréal (IUGM), où elle se spécialise en neuropsychologie du vieillissement cognitif et de la maladie d'Alzheimer. 

## Biographie
Sylvie Belleville obtient un doctorat en psychologie à l'Université McGill en 1988 et poursuit un stage postdoctoral sous la direction d'Isabelle Peretz et d'André Roch Lecours. Elle devient professeure à l'Université de Montréal et chercheuse au Centre de recherche de l'IUGM, où elle fonde son laboratoire de neuropsychologie du vieillissement. Elle dirige le Centre de recherche de l'IUGM de 2009 à 2021, étant la première psychologue à occuper ce poste de direction d'un centre de recherche hospitalier au Québec. En 2013, elle met sur pied le Consortium pour l'identification précoce de la maladie d'Alzheimer (CIMA-Q), qu'elle dirige jusqu'en 2024. Elle est ensuite nommée directrice du Réseau québécois de recherche sur le vieillissement (RQRV) en 2021,, tout en continuant d'enseigner et de superviser de nombreux étudiants en neuropsychologie. Elle est mariée avec la chercheur Laurent Mottron.

## Travaux de recherche
Les travaux de Sylvie Belleville portent sur les changements cognitifs liés au vieillissement normal et aux maladies neurodégénératives comme la maladie d'Alzheimer,, ainsi que sur l'identification précoce des troubles cognitifs légers. Elle a contribué à caractériser les déficits neuropsychologiques présents aux premiers stades de la maladie d'Alzheimer et à définir le concept de trouble cognitif léger, phase préclinique de cette maladie. Ses recherches ont mis en évidence des mécanismes de compensation et de plasticité cérébrale chez les personnes âgées atteintes de troubles de mémoire, notamment en utilisant l'imagerie par résonance magnétique fonctionnelle (IRMf) pour observer le cerveau. Par exemple, Belleville a démontré qu'un programme d'exercices cognitifs administré à des patients aux premiers stades d'Alzheimer peut activer des régions cérébrales alternatives pour compenser celles affectées par la dégénérescence, illustrant ainsi la plasticité du cerveau face au déclin cognitif. Elle est l'une des premières scientifiques à utiliser l'IRMf pour mesurer l'effet de telles interventions cognitives, confirmant la possibilité de mobiliser, par des approches non pharmacologiques, des réseaux cérébraux de rechange dans les stades précoces de la maladie.
Sylvie Belleville développe et évalue des programmes d'entraînement cognitif destinés aux personnes âgées en santé ou à risque de démence, visant à ralentir le déclin cognitif,. Ses études ont permis d'identifier des facteurs de réserve cognitive et des marqueurs cognitifs et neuronaux précoces annonciateurs de la maladie d'Alzheimer. Elle s'intéresse également aux technologies pour favoriser le « bien-vieillir » cognitif : ses projets récents explorent l'utilisation de la réalité virtuelle et de plateformes numériques pour déployer largement des interventions cognitives préventives. L'ensemble de ses recherches contribue à améliorer le dépistage précoce des troubles de la mémoire et à proposer des stratégies afin de retarder l'apparition des symptômes de la démence chez les aînés à risque.

## Vulgarisation scientifique
En plus de ses activités de recherche, Sylvie Belleville s'illustre dans la vulgarisation scientifique et la promotion du vieillissement en santé. Elle a notamment créé « AvantÂge », un centre dédié au mieux-être cognitif des aînés, où sont offerts des programmes de stimulation de la mémoire et de prévention du déclin cognitif. Elle est fréquemment invitée à des événements publics pour expliquer de manière accessible les enjeux liés au vieillissement cognitif et aux maladies comme l'Alzheimer. À travers ces activités de diffusion, Belleville vise à sensibiliser la population aux facteurs de protection de la santé cognitive et à encourager l'adoption de stratégies pour un vieillissement cérébral optimal.

## Prix et distinctions
- 2024 : Prix du Québec – Armand‑Frappier, pour sa contribution au développement de la recherche et à la promotion de la science[14]
- 2023 : Prix Femmes de mérite (catégorie Recherche et innovation) décerné par le Y des femmes de Montréal (YWCA), reconnaissant ses travaux novateurs sur la plasticité du cerveau et la mémoire chez les personnes âgées[16]
- 2023 : Prix Brenda Milner de l'Association québécoise des neuropsychologues, soulignant sa contribution significative à la neuropsychologie du vieillissement au Québec[15]
- 2021 : Prix Acfas Léo-Pariseau, pour l'excellence de ses recherches en neurosciences du vieillissement et en sciences de la santé[11]
- 2021 : Doctorat honoris causa de l'Université de Mons (Belgique), décerné pour l'importance et l'excellence de ses travaux scientifiques[17]
- 2015 : Prix Adrien-Pinard de la Société québécoise pour la recherche en psychologie, pour sa contribution remarquable à la recherche sur la mémoire et le vieillissement[18]
- Membre élu de l'Académie canadienne des sciences de la santé (Canadian Academy of Health Sciences)[1]